# Communauté d’agglomération du Pays Voironnais
Die Communauté d’agglomération du Pays Voironnais ist ein französischer Gemeindeverband (Communauté d’agglomération) im Département Isère in der Region Auvergne-Rhône-Alpes. Er wurde Ende 1999 gegründet.

## Mitgliedsgemeinden
Folgende 31 Gemeinden gehören der Communauté d’agglomération du Pays Voironnais an:
| Gemeinde                                      | Einwohner 1. Januar 2022 | Fläche km² | Dichte Einw./km² | Code INSEE | Postleitzahl |
| --------------------------------------------- | ------------------------ | ---------- | ---------------- | ---------- | ------------ |
| Bilieu                                        | 1.601                    | 6,71       | 239              | 38043      | 38850        |
| Charancieu                                    | 748                      | 5,53       | 135              | 38080      | 38490        |
| Charavines                                    | 2.014                    | 7,52       | 268              | 38082      | 38850        |
| Charnècles                                    | 1.462                    | 5,23       | 280              | 38084      | 38140        |
| Chirens                                       | 2.510                    | 17,53      | 143              | 38105      | 38850        |
| Coublevie                                     | 5.409                    | 7,05       | 767              | 38133      | 38500        |
| La Buisse                                     | 3.499                    | 11,53      | 303              | 38061      | 38500        |
| La Murette                                    | 1.838                    | 4,22       | 436              | 38270      | 38140        |
| La Sure en Chartreuse                         | 1.060                    | 27,73      | 38               | 38407      | 38134        |
| Massieu                                       | 757                      | 10,46      | 72               | 38222      | 38620        |
| Merlas                                        | 466                      | 15,64      | 30               | 38228      | 38620        |
| Moirans                                       | 7.573                    | 20,06      | 378              | 38239      | 38430        |
| Montferrat                                    | 1.839                    | 12,26      | 150              | 38256      | 38620        |
| Réaumont                                      | 1.005                    | 4,95       | 203              | 38331      | 38140        |
| Rives                                         | 6.599                    | 10,93      | 604              | 38337      | 38140        |
| Saint-Aupre                                   | 1.200                    | 11,93      | 101              | 38362      | 38960        |
| Saint-Blaise-du-Buis                          | 1.064                    | 5,44       | 196              | 38368      | 38140        |
| Saint-Bueil                                   | 707                      | 3,81       | 186              | 38372      | 38620        |
| Saint-Cassien                                 | 1.156                    | 5,67       | 204              | 38373      | 38500        |
| Saint-Étienne-de-Crossey                      | 2.603                    | 12,84      | 203              | 38383      | 38960        |
| Saint-Geoire-en-Valdaine                      | 2.388                    | 16,73      | 143              | 38386      | 38620        |
| Saint-Jean-de-Moirans                         | 3.601                    | 6,43       | 560              | 38400      | 38430        |
| Saint-Nicolas-de-Macherin                     | 944                      | 10,60      | 89               | 38432      | 38500        |
| Saint-Sulpice-des-Rivoires                    | 427                      | 7,16       | 60               | 38460      | 38620        |
| Tullins                                       | 7.657                    | 28,79      | 266              | 38517      | 38210        |
| Velanne                                       | 568                      | 8,04       | 71               | 38531      | 38620        |
| Villages du Lac de Paladru                    | 2.614                    | 21,24      | 123              | 38292      | 38850        |
| Voiron                                        | 21.604                   | 21,90      | 986              | 38563      | 38500        |
| Voissant                                      | 236                      | 3,88       | 61               | 38564      | 38620        |
| Voreppe                                       | 9.845                    | 28,65      | 344              | 38565      | 38340        |
| Vourey                                        | 1.694                    | 6,88       | 246              | 38566      | 38210        |
| Communauté d’agglomération du Pays Voironnais | 96.688                   | 367,34     | 263              | –          | –            |